# Sockel G2
Der Sockel G2 (auch als rPGA 988B bekannt) ist ein CPU-Sockel von Intel für die Core-i-Serie von Notebooks der zweiten Generation. Die Kerne basieren auf der Sandy-Bridge-Architektur, die zunächst für den Sockel 1155, verwendet wurde. Sockel G2 ist der Nachfolger von Sockel G1 und das mobile Gegenstück zu LGA 1155.
Obwohl fast alle Mainboards, die diesen Sockel verwenden, für mobile Produkte wie Notebooks vorgesehen sind, gibt es einige Desktop-Boards, die diesen Sockel verwenden. Supermicro produzierte beispielsweise eine Reihe von Mini-ITX-Mainboards mit dem QM77-Chipsatz (Intel-Serie-70).

## Geschichte
Intel brachte im Januar 2011 neben dem Sockel G2, die neuen CPUs und die mobilen Chipsätze (Intel-Serie-60) HM65, HM67, QM67, QS6 und UM67 auf dem Markt. Während die anfängliche Einführung der Sockel-G2-Plattform nur Prozessoren der Marke Core umfasste, veröffentlichte Intel schließlich mobile Celeron- und Pentium-Sandy-Bridge-Modelle, die mit dem Sockel kompatibel waren. 
Der rPGA988B wurde auch für die nächste Generation mobiler Mikroprozessoren mit dem Codenamen Ivy-Bridge verwendet. Diese CPUs wurden im April 2012 veröffentlicht und mit neuen Chipsätzen der 70er-Serie gekoppelt, die eine teilweise Kompatibilität mit älteren Produkten aufwiesen. Die Chipsätze der 70er-Serie unterstützten nicht nur Ivy-Bridge-, sondern auch Sandy-Bridge-Mobilprozessoren. Aufgrund von Änderungen an der elektrischen Schnittstelle von Ivy-Bridge-Chips konnten sie jedoch nicht in älteren Mainboards verwendet werden, die auf Chipsätzen der 60er-Serie basieren.

## Technische Spezifikationen
- Pins in einer 36 × 35 Gitteranordnung (grid array) angeordnet
- 18 × 15  Gittergröße vom Zentrum entfernt
- Nutzung eines nockenbetätigten Rückhaltemechanismus
- Das r in rPGA (PGA, Pin Grid Array, deutsch: Kontaktstift-Rasterfeld,  "Reduced pitch", bzw. reduzierter Abstand in Pitch (Elektronik)) mit einem 1 mm × 1 mm Sockel-Design.[3]
- Wie sein Vorgängersockel G1 kann G2 nur im Dual-Channel ausgeführt werden, jedoch mit Datenraten von bis zu 1600 MHz.
- Sockel G1 und G2 haben die gleiche Anzahl an Pins, sind aber aufgrund der unterschiedlichen Positionen der Pins nicht miteinander kompatibel.